# Јуре Билић
Јуре Билић (Макарска, 12. септембар 1922 — Загреб, 27. јануар 2006), учесник Народноослободилачке борбе, друштвено-политички радник СФР Југославије и СР Хрватске. Од маја 1982. до 1. јула 1983. године обављао је функцију председника Председништва Централнога комитета Савеза комуниста Хрватске.

## Биографија
Рођен је 12. септембра 1922. године у Макарској. У априлу 1941. године, постао је члан Комунистичке партије Југославије.

### Народноослободилачка борба
Учесник Народноослободилачке борбе био је од 1941, а истакао се као један од организатора устанка. Био је руководилац Савеза комунистичке омладине Југославије за Далмацију и члан Покрајинског комитета СКОЈ-а за Хрватску.

### Каријера у СФРЈ
Након ослобођења обављао је низ функција:
- секретар Градског комитета СКОЈ-а за Загреб
- председник Међуопштинске конференције СК Хрватске за Далмацију
- секретар Секретаријата за пољопривреду у влади СР Хрватске
- члан ревизионе комисије КП Хрватске биран је на Другом конгресу КПХ
- члан Централног комитета СКХ биран је на Четвртом конгресу СКХ
- члан Извршног комитета ЦК СКХ биран је на Петом и Шестом конгресу СКХ
- члан Извршног бироа Председништва СК Југославије биран је на Другој конференцији СКЈ 1972. године
- на Десетом конгресу СКЈ 1974. године, биран је за члана Председништва Централног комитета СКЈ и за секретара у његову Извршном комитету
- председник Сабора СР Хрватске од 1978. до 1982. године
- члан Председништва ЦК СКХ од Осмог конгреса СКХ
- председник Председништва Савеза комуниста Хрватске од маја 1982. до 1. јула 1983. године
- члан Председништва ЦК СКЈ од 1983. до 1986. године

Јуре Билић био је противник Хрватског прољећа. Средином осамдесетих противио се Милошевићевој политици према осталим републикама СФР Југославије. Почетком 1990–их се повукао из јавности.
Умро је 27. јануара 2006. године у Загребу. Сахрањен је на загребачком гробљу Мирогој.

## Дела и одликовања
Својим анализама о југословенској стварности сарађивао је у више часописа, а књиге његових сабраних дела преведене су на више језика. Године 1990. написао је мемоарско дело „'71, која је то година?“.
Носилац је Партизанске споменице 1941., Ордена за храброст и осталих југословенских одликовања.